# Proot
Proot is een hoofdzakelijk Belgische en Nederlandse achternaam. De naam is een samentrekken van Perroot, afkomstig van Pierrot, een verkleinvorm van de voornaam Pierre.

## Bekende personen
- Alfons Proot (1896-1972), burgemeester van Ramskapelle
- Ferdinandus Benedictus Proot (1784-1864), burgemeester van Koekelare
- Fernand Proot (1900-1950), voetballer bij Cercle Brugge
- Frans Proot (1814-1913), burgemeester van Dudzele
- Henri Proot (1867-1935), burgemeester van Koekelare
- Honoré Proot (1838-1924), burgemeester van Hoogstade
- Hubertus Proot (1775-1859), burgemeester van Bovekerke
- Pieter Proot (1809-1884), burgemeester van Dudzele
- Roger Proot (1905-1971), voetballer bij Cercle Brugge en AS Oostende